# Pnina Tamano-Schata

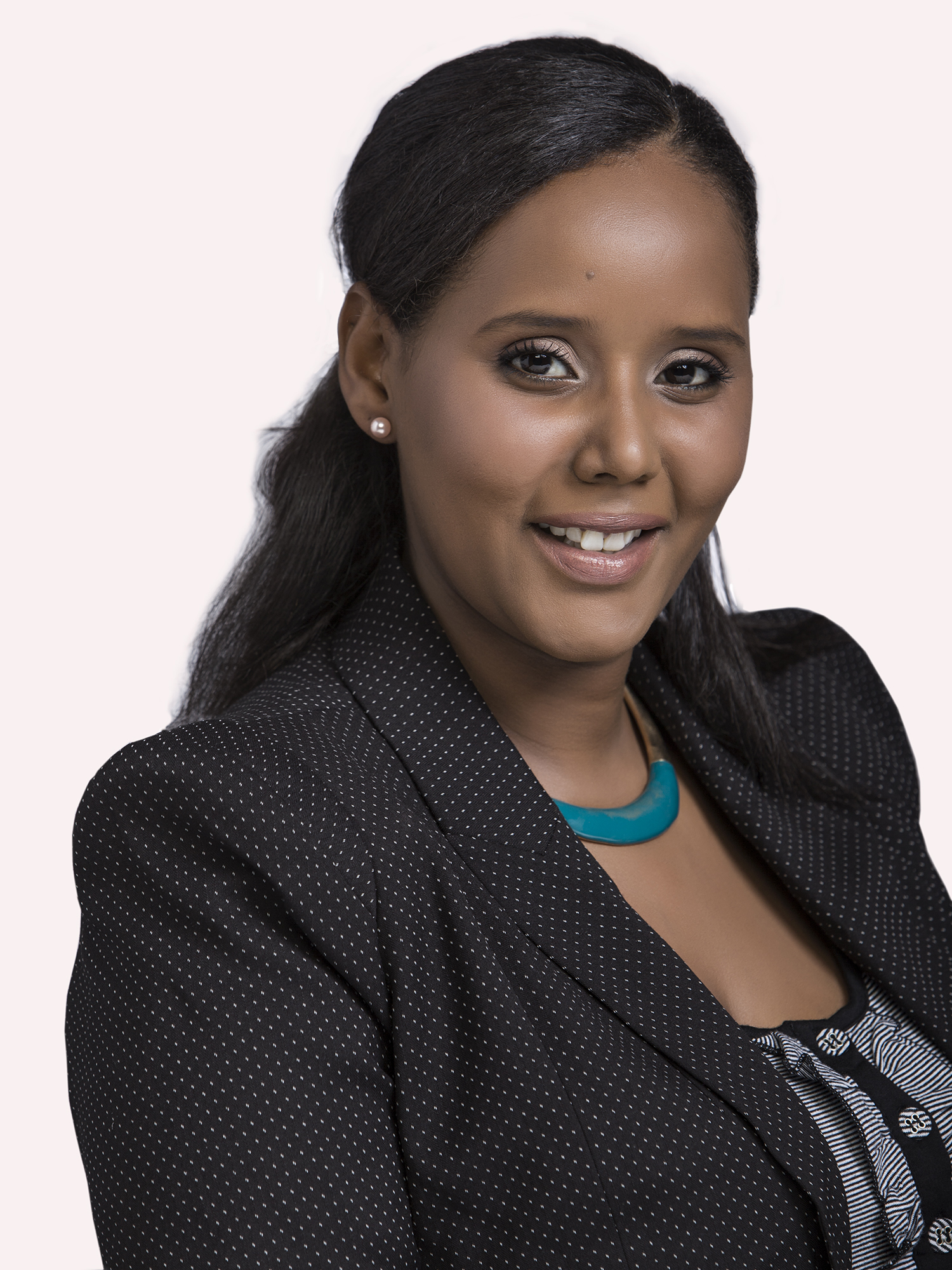
Pnina Tamano-Schata (2012)

Pnina Tamano-Schata (hebräisch פנינה תמנו-שטה; * 1981 in Wuzaba, Amhara, Äthiopien) ist eine israelische Politikerin (Jesch Atid, Kachol Lavan). Sie ist seit 2013 Mitglied der Knesset. Tamano-Schata war die erste äthiopische Jüdin, die in das israelische Parlament gewählt wurde. Von Mai 2020 bis Dezember 2022 war sie Ministerin für Einwanderung und Integration. 

## Leben

### Herkunft, Ausbildung, Beruf
Tamano-Schata kam im Rahmen der Operation Moses 1984 mit ihrem Vater und vier Geschwistern aus Äthiopien nach Israel. Dafür mussten sie erst zu Fuß aus Äthiopien nach Sudan marschieren von wo sie nach Israel ausgeflogen wurden. Ihre Mutter und zwei weitere Schwestern wurden von der Jewish Agency for Israel danach in Äthiopien gefunden und ebenfalls nach Israel gebracht. Ihr Geburtsdatum laut Pass ist der 1. November 1981, was jedoch aufgrund der unzureichenden standesamtlichen Unterlagen eher willkürlich ausgewählt worden war. Sie verbrachte die ersten Jahre in einem Auffanglager und anschließend in Petach Tikwa. Ihr Großvater ist Kais Schato, ein geistiger Anführer der äthiopischen Juden. Sie spricht Amharisch, Englisch und Hebräisch.
Ihren Dienst bei den israelischen Streitkräften schloss sie als Unteroffizierin ab. Tamano-Schata erhielt verschiedene Stipendien und studierte Rechtswissenschaft am Ono Academic College in Kirjat Ono bei Tel Aviv. Unter anderem wurde sie beim „Sparks of Science“-Programm am Weizmann-Institut für Wissenschaften gefördert. Sie wurde stellvertretende Vorsitzende der israelisch-äthiopischen Studentenvereinigung. Sie hat als Justiziarin für eine Investitionsbank gearbeitet und als offizielle Vertreterin Israels ausländische Delegationen betreut. 2007–2012 war sie als Gerichtsreporterin beim israelischen Kanal 1 tätig. Sie ist bei der Stiftung „Olim Beyachad“ für die Förderung äthiopischstämmiger Akademiker zuständig.
Tamano-Schata ist verheiratet und hat zwei Kinder.

### Politische Karriere
Tamano-Schata hatte Angebote von verschiedenen Parteien, fühlte sich aber dort eher in einer Feigenblattrolle. Mit den Ansätzen von Jesch Atid konnte sie sich identifizieren, auch wenn ihre eher konservative Familie ihr Engagement bei dieser progressiven Partei anfänglich sehr skeptisch sah.
Bei den Parlamentswahlen am 22. Januar 2013 trat Tamano-Schata auf Platz 14 der Liste ihrer Partei an und wurde in die Knesset gewählt. Sie ist dort die erste äthiopische Jüdin, zuvor gehörten aber mit Schlomo Mallo und Adisu Massala bereits zwei zu dieser Gruppe gehörende Männer der Knesset an. Tamano-Schata setzt vor allem sozialpolitische Schwerpunkte, die Wohnungs- und Schulsituation der Juden aus Ostafrika ist nach wie vor problematisch. Es gibt zudem starke Vorurteile gegen diese Bevölkerungsgruppe. Die Bekämpfung der Diskriminierung durch Schulen und Behörden und die Hilfe bei der Lösung von Problemen mit dem für standesamtliche Fragen zuständigen Oberrabinat gehören zu ihren Arbeitsfeldern. Bereits kurz nach ihrer Wahl übernahm sie den Vorsitz einer Kommission der Knesset zur Untersuchung von Vorwürfen, dass vereinzelt äthiopisch-israelische Frauen behördlicherseits ohne ihr Wissen bzw. ausreichende Information mit Dreimonatsspritzen und langfristigen Verhütungsmitteln behandelt worden seien.
Zur Parlamentswahl im April 2019 schloss sich Jesch Atid mit Benny Gantz’ neuer Partei Chosen LeJisra’el zum Bündnis Kachol Lavan („Blau-Weiß“) zusammen. Tamano-Schata wurde als Abgeordnete wiedergewählt und sitzt seither in der Fraktion „Blau-Weiß“. Nach der Parlamentswahl im April 2020 spaltete sich das Bündnis: Während Benny Gantz als Anführer von Kachol Lavan eine große Koalition mit dem rechten Likud von Benjamin Netanjahu vereinbarte, lehnte Jesch Atid diese Koalition ab und ging in die Opposition. Pnina Tamano-Schata unterstützte jedoch die Regierungsvereinbarung und blieb in der Fraktion „Blau-Weiß“. Seit dem 17. Mai 2020 war sie Ministerin für Einwanderung und Integration im Kabinett Benjamin Netanjahu V. Am 13. Juni 2021 wurde sie als Ministerin für Alija und Integration in das Kabinett Bennett-Lapid berufen. Dieses Amt hatte sie bis zum Regierungswechsel im Dezember 2022 inne.

### Auszeichnungen
- 2016: Unsung Hero Award („Preis für stille Helden“) des Drum Major Institutes for Public Policy[12][13]
- 2021: Begin-Schild-Preis für Führungsstärke, verliehen vom Begin-Zentrum[13]